# Монте (Швајцарска)
Монте (фр. Monthey, итал. Monthey) је град у југозападној Швајцарској. Монте је други по величини град у оквиру кантона Вале.

## Природне одлике
Монте се налази у југозападном делу Швајцарске, недалеко од државне границе са Француском - 8 км западно од града. Од најближег већег града, Лозане, град је удаљен 50 км југоисточно, а од главног града, Берна град је удаљен 110 км јужно.
Рељеф: Монте је смештен у долини горње Роне, на приближно 400 метара надморске висине. Долина је у овом делу укљештена венцима Алпа са западне и источне стране; северно се пружају Бернски Алпи, а јужно Пенински Алпи.
Клима: Клима у Монтеу је умерено континентална.
Воде: Монте је смештен на реци Рони у горњем делу њеног тока.

## Историја
Подручје Монтеа је било насељено још у време праисторије и Старог Рима, али није имало велики значај.
Монте се под данашњим називом први пут јавља 950. године као замак, а тек у 13. веку настаје насеље уз њега. 1352. године становници насеља стичу слободу, што говори да је насеље све више имало положај градског насеља.
Током 19. века Монте се почиње полако развијати и јачати економски. Ово благостање се задржало до дан-данас.

## Становништво
2008. године Монте је имао око 16.000 становника. Ово је 5-6 пута више него на почетку 20. века.
Језик: Швајцарски Французи чине већину града и француски језик је доминира у граду. Протеклих пар деценија градско становништво је досељавањем досељеника из других земаља постало веома шаролико, па се на улицама Монтеа чују и бројни други језици.
Вероисповест: Месно становништво је од давнина римокатоличке вере. Међутим, последњих деценија у граду се знатно повећао удео других вера уз још увек наглашену римокатоличку већину.

## Галерија слика
- Стара црква код Монтеа
- Градски карневал